# Gran Carrerra Nacional Rudge Whitworth
Das Straßenradrennen Gran Carrerra Nacional Rudge Whitworth war ein Etappenrennen, das vom 29. bis 30. Juni 1912 für Berufsfahrer im Baskenland veranstaltet wurde.

## Rennverlauf
Gran Carrerra Nacional Rudge Whitworth war die zweite bedeutende Veranstaltung in der Geschichte des baskischen Radsports. Nachdem 1911 die Katalonien-Rundfahrt begründet wurde, wollten die Veranstalter des Gran Carrerra auch für das Baskenland ein Etappenrennen etablieren.
Veranstalter der Rundfahrt waren die Zeitungen Norte Sportivo und Los Desportes. Das britische Unternehmen Rudge-Whitworth, das auch Fahrräder herstellte, hatte das Patronat über das Rennen übernommen und den Fahrern die Rennräder zur Verfügung gestellt. Die Firma hatte eine Generalvertretung in Spanien eröffnet, um ihre Fahrräder auf dem spanischen Markt zu verkaufen.
Das Rennen wurde über zwei Etappen ausgetragen und führte im Baskenland von Irún nach Bilbao und zurück. Gefahren wurde auf der damals einzigen befestigten Straße zwischen den Städten Irún und Bilbao. Es war eines der ersten Etappenrennen im spanischen Radsport. Gran Carrerra Nacional Rudge Whitworth galt als ein Vorläufer der Baskenland-Rundfahrt.

## Etappen
| Etappe    | Tag      | Start – Ziel | km    | Etappensieger |
| --------- | -------- | ------------ | ----- | ------------- |
| 1. Etappe | 29. Juni | Irún–Bilbao  | 194,7 | Luis Adarraga |
| 2. Etappe | 30. Juni | Bilbao–Irún  | 134,7 | Luis Adarraga |

## Ergebnis
| Endstand | Endstand       | Endstand   |
| -------- | -------------- | ---------- |
| Erster   | Luis Adarraga  | 13:30:43 h |
| Zweiter  | Vicente Blanco | +1:27 min  |
| Dritter  | Lorenzo Oca    | +2:14 min  |
| Siebter  | Antonio Crespo | +28:48 h   |